# Grose Valley
La Grose Valley est une vallée très accidentée des montagnes Bleues en Nouvelle-Galles du Sud en Australie.

## Géographie
La Grose Valley a été formée par la Grose River, dont les sources se trouvent dans la région de Mount Victoria. Elle est située entre la Great Western Highway (en) et la Bells Line of Road (en), les deux principales routes des montagnes Bleues. La majorité de la vallée fait partie du parc national des Blue Mountains.
Le Grose Wilderness contient certains des paysages de gorges et de canyons les plus spectaculaires de toute la région du bassin de Sydney.

### Géologie

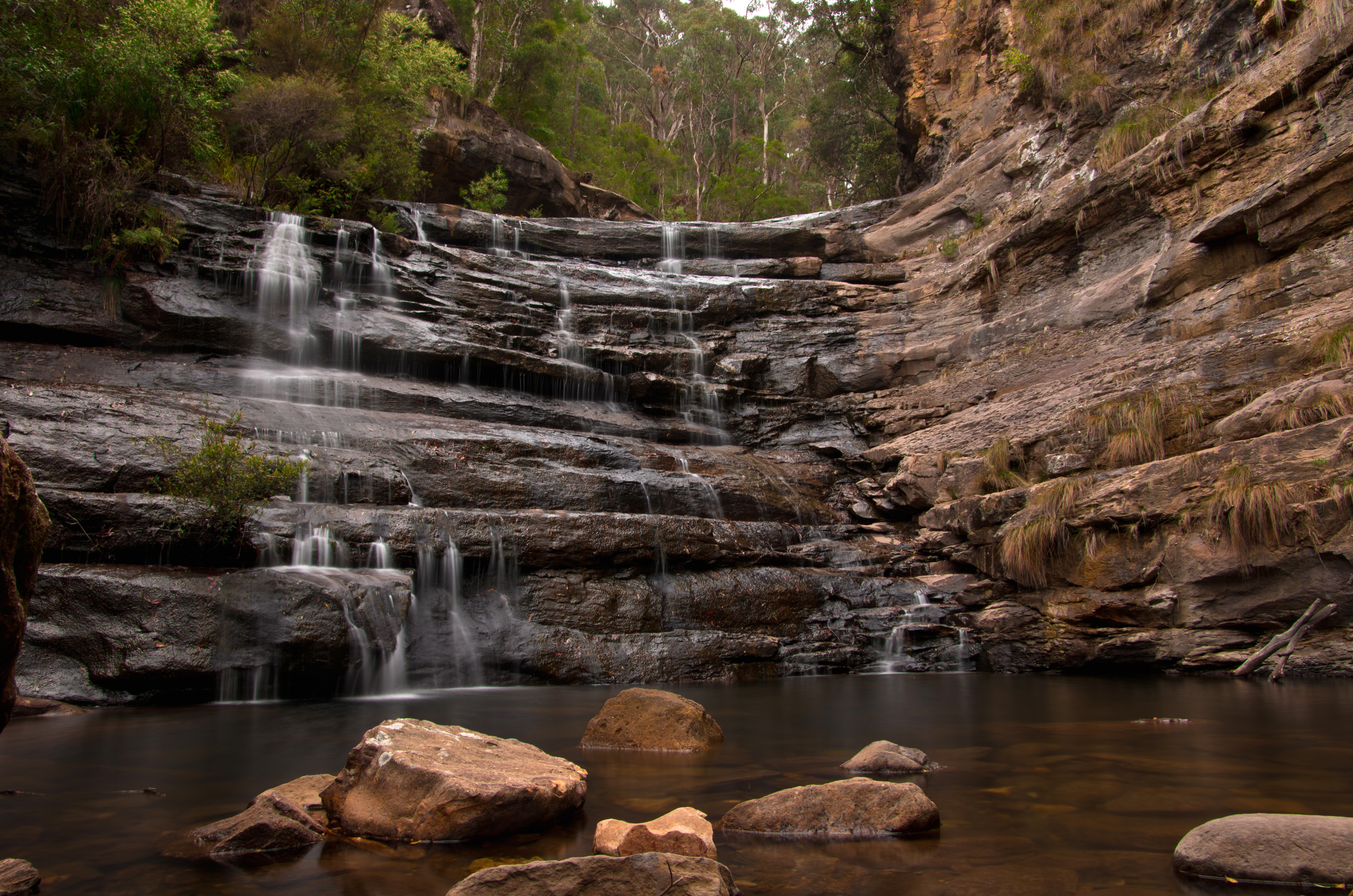
Les chutes Victoria dans la Grose Valley.

La géologie de la région se compose de grès du Trias et de roches sédimentaires sous-jacentes du Permien. Un certain nombre de pics coiffés de basalte dominent la région, notamment le mont Banks et le mont Hay. La rivière Grose et ses affluents ont érodé un vaste labyrinthe de gorges et de canyons à travers le Hawkesbury (en haut) et le Narrabeen (inférieur), exposant des falaises de plus de 200 mètres (660 pieds) et jusqu'à 510 mètres (1 670 pieds) de hauteur (Banks Wall). Le grès de Burramoko Head dans les gorges supérieures et moyennes de la Grose possède des tendances d'altération le long des joints verticaux et a, par conséquent, produit certaines des falaises les plus abruptes des montagnes Bleues.

### Flore
La majeure partie de la végétation y est constituée de forêts claires et sèches, dominées par l'Eucalyptus sieberi (en) et l'Eucalyptus piperita au-dessus de 800 mètres (2 600 pieds) d'altitude. Eucalyptus oblonga (en), Eucalyptus globoidea (en), Eucalyptus agglomerata (en) et Angophora costata sont dominants à basse altitude. Les zones de plateau ont des sols plus minces ou gorgés d'eau et soutiennent généralement des communautés de landes ou de forêts claires. Dans les environnements de canyons abrités et bien arrosés, les forêts fermées sont courantes, les espèces typiques étant le Ceratopetalum apetalum, le sassafras et le Quintinia sieberi. Sur les calottes basaltiques isolées, les sols fertiles supportent des forêts d'eucalyptus plus hautes d'Eucalyptus viminalis, Eucalyptus blaxlandii (en) et Eucalyptus fastigata. Une petite zone de sédiments alluviaux déposés dans la haute vallée de la Grose au cours du Quaternaire supporte une haute forêt humide ouverte dominée par Eucalyptus deanei, Eucalyptus oreades (en), Eucalyptus notabilis (en) et Eucalyptus cypellocarpa.

### Faune
La rivière est un habitat connu de l'ornithorynque et certains marécages suspendus offrent un habitat au Eulamprus leuraensis, une espèce aquatique endémique des Blue Mountains en voie de disparition. Les complexes rocheux de grès du plateau fournissent un habitat à certaines espèces animales indigènes spécialisées et rares telles que l'Hoplocephalus bungaroides. Les communautés forestières sont un habitat pour des mammifères tels que le wallaby bicolore, le wallaby des rochers à queue en brosse et l'opossum pygmée de l'Est.

## Histoire
Un officier britannique, Francis Grose a donné son nom à la vallée. En 1827, Edmund Lockyer, Thomas Mitchell et Robert Dixon explore la Grose Valley.
En 1836, Charles Darwin visite la Grose Valley est la décrit comme « stupendous… magnificent ».